# Meister des Grauens
Meister des Grauens (Original: The Pit and the Pendulum) ist ein US-amerikanischer Horrorfilm aus dem Jahr 1991 frei nach der Kurzgeschichte Die Grube und das Pendel von Edgar Allan Poe.

## Handlung
Spanien 1492: Der Großinquisitor Torquemada übt eine blutige Schreckensherrschaft aus. Er findet Gefallen an der schönen und aufrührerischen Maria, lässt diese einsperren und verhören, damit diese ihre angeblich praktizierte Hexerei bekennt. Marias Ehemann Antonio versucht sie zu befreien, fällt aber selbst in Torquemadas Hände. Dieser will seine neueste Erfindung an Antonio ausprobieren: ein Folterinstrument mit Namen „Grube und Pendel“.

## Hintergrund
Meister des Grauens startete in Deutschland am 7. November 1991 als Videopremiere.

## Kritiken
„Horrorfilm, frei nach einer Kurzgeschichte von Edgar Allan Poe, der die Motive des Irrsinns, der sexuellen Gewalt und des religiösen Wahns recht geschickt in seine Geschichte einbindet. Der rabenschwarze Humor mildert die dargestellten Grausamkeiten allerdings kaum.“